# Ernst Krenek
Ernst Krenek (født 23. august 1900 i Wien, Østrig, død 22. december 1991 Palm Springs, Californien, USA) var en østrigsk-amerikansk komponist.
Krenek studerede først i Wien, dernæst i Berlin hos Franz Schreker. Han var derefter dirigent ved en masse tyske orkestre.
Krenek blev i 1924 gift med komponisten Gustav Mahlers datter Anna, men ægteskabet varede kort.
Han måtte flygte til USA i 1938 efter nazisternes magtovertagelse i Tyskland. I USA underviste han på Hamline University og Saint Paul, Minnesota (1942-1947). Krenek blev amerikansk statsborger i 1945.
Krenek er nok mest kendt for operaen Johnny Spiller Op. Han har også komponeret fem nummererede symfonier og tre unummererede symfonier, orkesterværker, balletmusik, vokalmusik, kammermusik og koncerter for forskellige instrumenter.

## Udvalgte værker
- Symfoni nr. 1 (1921) - for orkester
- Symfoni nr. 2 (1922, rev. 1923) - for orkester
- Symfoni nr. 3 (1922) - for orkester
- Symfoni nr. 4 (1947) - for orkester
- Symfoni nr. 5 (1949) - for orkester
- Lille Symfoni (1928) - for kammerorkester
- Symfoni (1924-1925) - for blæserorkester og slagtøj
- Symfoni "Pallads Athene" (1954) - for orkester
- 2 Violinkoncerter (1924, 1953-1954) - for violin og orkester
- Cellokoncert (1952-1953) - for cello og orkester
- 4 Klaverkoncerter (1923, 1937, 1946, 1950-1951) - for klaver og orkester
- 2 Orgelkoncerter (1978-1979, 1982) - for orgel, strygeorkester og (nr. 2) - orkester
- Harpekoncert (1951) - for harpe og kammerorkester
- "Johnny Spiller op" (1925-1926 rev. 1927) - opera
- "Diktatoren" (1925-1928) – opera
- Bluff (1924-1925) – operette
- "Orfeus og Eurydike (1923-1926) – opera
- "Mammon" (1925) – ballet
- "Den udvekslede Amor" (1925) – ballet